# Агафон (Опанасенко)
Епископ Агафон (в миру Вячеслав Александрович Опанасенко; род. 13 ноября 1977, Харьков) — архиерей Русской православной церкви, епископ Коктебельский, викарий Феодосийской епархии (с 2021 года).

## Биография
Родился 13 ноября 1977 года в городе Харькове в семье рабочих. В 1984 году поступил в Харьковскую среднюю школу № 48, которую окончил в 1994 году.
С 1994 по 1995 год нёс послушание пономаря и иподиакона в Благовещенском соборе Харькова. В 1999 году окончил Одесскую духовную семинарию, а в 2003 году — Киевскую духовную академию. С 2003 по 2004 год являлся преподавателем Харьковской духовной семинарии.
6 июля 2004 года был принят в число братии Киево-Печерской лавры на послушание певчего правого клироса. 20 сентября 2004 года был пострижен в рясофор с оставлением имени в честь благоверного князя Вячеслава Чешского. 11 октября того же года митрополитом Владивостокским и Приморским Вениамином (Пушкарём) хиротонисан во иеродиакона. 23 марта 2005 года пострижен в мантию наместником лавры Павлом (Лебедем) с наречением имени Агафон в честь преподобного Агафона Печерского. 11 сентября 2006 года архиепископом Вышгородским Павлом (Лебедем) хиротонисан во иеромонаха.
28 августа 2008 года возведён в сан игумена. 13 апреля 2009 года награждён правом ношения креста с украшениями. 8 августа 2015 года возведён в достоинство архимандрита.
Нёс послушания: клиросного, помощника благочинного, а с 20 декабря 2018 года — ризничего Киево-Печерской лавры.

### Архиерейство
17 августа 2021 года решением Священного синода Украинской православной церкви избран епископом Коктебельским, викарием Феодосийской епархии.
27 августа в Успенском соборе Киево-Печерской лавры наречён во епископа, а 28 августа в Киево-Печерской лавре хиротонисан во епископа Коктебельского, викария Феодосийской епархии. Хиротонию совершили: митрополит Киевский и всея Украины Онуфрий (Березовский), митрополит Донецкий и Мариупольский Иларион (Шукало), митрополит Вышгородский и Чернобыльский Павел (Лебедь), митрополит Бориспольский и Броварской Антоний (Паканич), митрополит Львовский и Галицкий Филарет (Кучеров), митрополит Нежинский и Прилукский Климент (Вечеря), архиепископ Путивльский Антоний (Крипак), архиепископ Фастовский Дамиан (Давыдов), епископ Барышевский Виктор (Коцаба), епископ Белогородский Сильвестр (Стойчев), епископ Переяслав-Хмельницкий Дионисий (Пилипчук), епископ Петропавловский Андрей (Василашку), епископ Згуровский Амвросий (Вайнагий), епископ Вишневский Спиридон (Романов), епископ Ирпенский Лавр (Березовский), епископ Бородянский Марк (Андрюк) и епископ Бышевский Кирилл (Билан).
7 июня 2022 года на заседании Священного синода Русской православной церкви Феодосийская епархия была принята в непосредственное каноническое и административное подчинение Патриарху Московскому и всея Руси и Священному Синоду Русской Православной Церкви.